# シャブ極道
『シャブ極道』（シャブごくどう）は、1996年公開の日本映画。原作は山之内幸夫の『シャブ荒らし』。覚醒剤描写の多さから、映画倫理委員会より性表現以外の理由による成人指定を受けた。日本ビデオ倫理協会が「シャブ」の単語に難色を示したことから『大阪極道戦争 白の暴力』『大阪極道戦争 白のエクスタシー』のタイトルで上下巻に分けVHSビデオソフト化されたが、改題を不服とする監督の訴えにより、パッケージに“劇場公開名「シャブ極道」”と併記された。のちのDVD化に際しては『シャブ極道』のタイトルで発売されている。第6回日本映画プロフェッショナル大賞特別賞受賞作品。

## あらすじ
舞台は1973年の関西。弱小暴力団厳竜組の若頭である五味（役所広司）は、賭場で鈴子（早乙女愛）という女に一目惚れした。鈴子は巨大組織増田組幹部の神崎の女だったが、五味は強引に奪い取り、自分の妻にしてしまう。厳竜組組長が博打で多額の借金を負ったと知ると、組長を説得し、自ら新たな組長となる。自ら西瓜やしゃぶしゃぶに覚醒剤を振りかけて摂取し、メタンフェタミンの発明者である長井長義の肖像を飾るほどの覚醒剤信奉者である五味は覚醒剤密売をシノギにしようとするが、覚醒剤撲滅を進める巨大暴力団・松田組と対立することとなる。

## 出演
- 真壁五味（役所広司） - 厳竜組若頭。覚醒剤漬けで女好きだが酒は一滴も飲めない。
- 真壁鈴子（早乙女愛） - 大組織の増田組幹部・神崎の女だったが、五味が強引に奪い取る。
- 下村四郎（渡辺正行） - 五味の舎弟。
- 浦島刑事（本田博太郎）
- 加納亨（菅田俊）
- 大山新次郎（高橋明）
- 下村初枝（春やすこ）
- ミヨ子（白石ひとみ）
- 亜矢（白石久美）
- 神崎辰巳（藤田傳）

## 映像ソフト
- VHS『大阪極道戦争 白の暴力』（1999年、東映、ASIN B0000AO956）
- VHS『大阪極道戦争 白のエクスタシー』（1999年、東映、ASIN B0000AO957）
- DVD『シャブ極道』（2002年、パイオニアLDC、ASIN B000060NFD）

## 関連作品

### 映画
- 山之内幸夫原作、細野辰興監督コンビの「関西極道三部作」。大映配給。

1. 1994年6月13日劇場公開『大阪極道戦争 しのいだれ』（役所広司主演）
2. 1996年5月25日劇場公開『シャブ極道』（役所広司主演）
3. 1997年12月27日劇場公開『売春暴力団』（長島敏行主演）

### オリジナルビデオ
山之内幸夫原案、石川均監督。コピーは「『大阪極道戦争』シャブ極道シリーズ、遂に復活！！」。発売元：大映 / 販売元：徳間ジャパンコミュニケーションズ。
- 1999年『大阪極道戦争外伝 シャブ極道〜暴発篇〜』（萩原流行主演）